# Epilissus hova
Epilissus hova är en skalbaggsart som beskrevs av Künckel d’herculais 1887. Epilissus hova ingår i släktet Epilissus och familjen bladhorningar. Inga underarter finns listade i Catalogue of Life.